# Муниципалитеты Эстонии

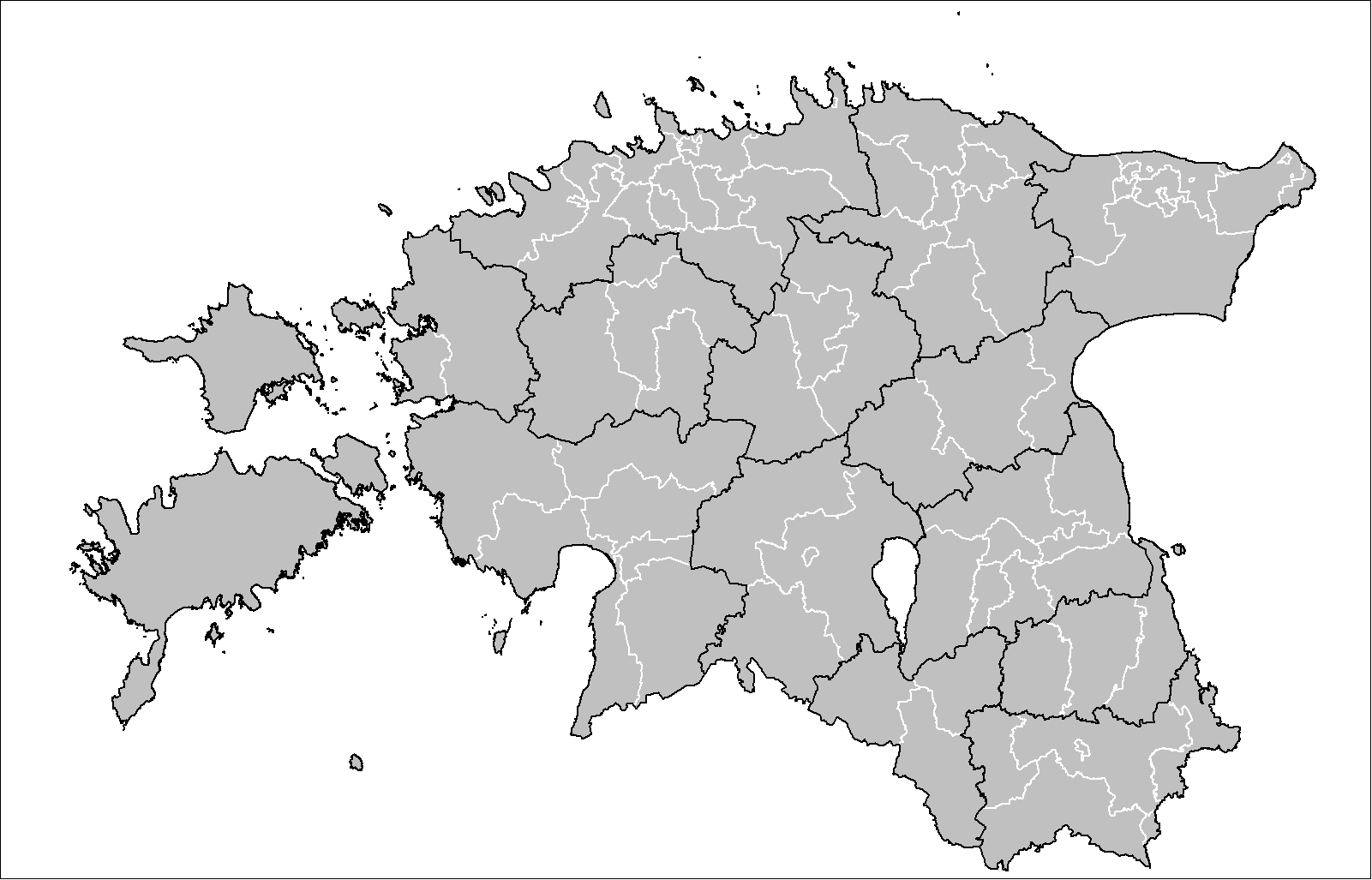
Муниципалитеты Эстонии после реформы 2017 года

Муниципалитет или местное самоуправление (эст. kohalik omavalitsus) — наименьшая установленная конституцией административная единица Эстонии. Вся территория страны поделена между самоуправлениями.
Согласно закону, наличие местного самоуправления подразумевает право и обязанность демократическим образом сформированных местных органов власти самостоятельно осуществлять в рамках закона руководство местной жизнью, исходя из обоснованных интересов и ожиданий местных жителей и с учётом особенностей развития конкретного самоуправления.

## Административная структура
Самоуправления в Эстонии бывают двух типов: города (эст. linn) и волости (эст. vald).
В каждом самоуправлении имеется представительный орган власти, называемый собранием (эст. volikogu), который избирается постоянными жителями самоуправления на четырёхлетний период в ходе свободных, прямых, всеобщих и единообразных выборов при тайном голосовании. Характерной особенностью местных выборов в Эстонии, по сравнению с парламентскими, является то, что право голоса на них зависит не от наличия гражданства Эстонии, а от факта постоянного проживания на территории муниципалитета. Участвовать в голосовании имеют право все постоянные жители данного местного самоуправления, достигшие 16 лет (включая лиц без гражданства и граждан других государств). Выставлять свои кандидатуры могут, однако, только граждане Эстонии или граждане любой другой страны, входящей в Европейский Союз. Избранными не могут быть кадровые военнослужащие, а также лица, осуждённые судом за совершение преступления и находящиеся в местах лишения свободы (последние не могут также и принимать участие в голосовании).
Количество членов местного собрания колеблется в зависимости от количества жителей. Городское собрание Таллинна насчитывает 79 членов (максимум). Минимальным количеством членов собрания является 7 человек. Руководство работой местного собрания осуществляет избираемый его членами председатель (эст. volikogu esimees), который ведёт заседания, осуществляет представительские функции и подписывает принимаемые советом нормативные акты.
Наряду с собранием, в каждом местном самоуправлении имеется также и исполнительный орган власти — управа (эст. valitsus). Во главе управы стоит либо мэр (эст. linnapea) — в городах, либо волостной старейшина (эст. vallavanem) — в волостях, которые назначаются собранием на срок до четырёх лет (досрочное смещение с должности возможно по решению собрания). Глава управы представляет собранию муниципалитета на утверждение кандидатов на должности членов управы, организует работу управы, подготавливает и ведёт её заседания, издаёт приказы для организации работы управы и подведомственных ей органов и учреждений, подписывает распоряжения и постановления управы, а также выполняет представительские функции. Мэры и волостные старейшины не могут одновременно занимать какую-либо иную государственную или муниципальную должность или входить в совет коммерческой компании с муниципальным участием.
Муниципалитет может включать в себя один или несколько населённых пунктов. Крупные самоуправления могут быть подразделены на городские (эст. linnaosa) или волостные районы (части волостей, эст. osavald), имеющие свои управы с ограниченными полномочиями. Глава управы такого района назначается и увольняется управой муниципалитета по представлению мэра или волостного старейшины. Так, город Таллин состоит из 8 городских районов: Хааберсти, Кесклинн, Кристийне, Ласнамяэ, Мустамяэ, Нымме, Пирита, Пыхья-Таллинн. Волость Ляэне-Нигула состоит из 8 волостных районов: Таэбла, Паливере, Ристи, Кулламаа, Мартна, Ору, Ноароотси и Ныва. Целью создания волостных районов является поддержание местной инициативы и идентичности, привлечение жителей муниципалитета к решению вопросов местной жизни, а также представление интересов этого района при выполнении задач волости.
Муниципалитеты различаются по размеру от Таллина с более чем 400 000 человек населения до Рухну всего с 89 (2022 год) жителями.

### Административно-территориальная реформа 2017 года
В 2016 году в Рийгикогу был принят законопроект об административной реформе, устанавливающий минимальный размер самоуправления в 5000 человек, с возможностью исключений, и рекомендующий формировать самоуправления с минимальным количеством населения не менее 11 000 человек. Реформа проходила в два этапа и была завершена 27 октября 2018 года. В результате реформы в Эстонии осталось 79 самоуправлений: 15 городов и 64 волости.

## Полномочия муниципалитетов
Согласно конституции, местные самоуправления решают автономно в рамках законов все вопросы местной жизни. К их компетенции, в частности, относятся:
- организация оказания социальной помощи, социальных услуг, ухода за престарелыми и работы с молодёжью на территории муниципалитета;
- жилищное и коммунальное хозяйство;
- водоснабжение и канализация, организация уборки и поддержания чистоты, вывоз мусора и отходов;
- местный общественный транспорт;
- городское планирование (установление общих и детальных планировок), содержание в порядке дорог.

Вышеперечисленные полномочия осуществляются в том объёме, в котором они не переданы законом в ведение других органов.
Также в обязанности самоуправлений входит содержание находящихся в их собственности дошкольных детских учреждений, школ, гимназий, кружков по интересам, библиотек, музеев, спортивных баз, домов призрения и учреждений здравоохранения, установление правил содержания домашних кошек и собак, установление правил поведения в общественных местах.
Местные самоуправления могут формировать структуры, осуществляющие контроль над общественным порядком и исполнением нормативных актов местного самоуправления (например, муниципальная полиция Таллинна).
Муниципалитеты в Эстонии имеют собственный бюджет и право устанавливать некоторые местные налоги и сборы (например, налог на рекламу, на закрытие улиц и дорог, на домашних животных, на развлекательные заведения и мероприятия, плату за парковку и т. п.).
Представители местных самоуправлений могут также участвовать в выборах Президента Республики в качестве членов коллегии выборщиков.

## Автономия местных самоуправлений
Согласно судебной практике Государственного суда, принцип автономии муниципалитетов от государственной власти подразумевает, прежде всего, право самостоятельно решать и организовывать на местном уровне все местные вопросы (т. н. «право самоорганизации местных самоуправлений»). Это, в частности, подразумевает, что для местных самоуправлений должно быть обеспечено достаточное финансирование для исполнения своих функций равно как и возможность членов местных собраний принимать решения самостоятельно, вне зависимости от центральной государственной власти, ставя на первое место, прежде всего, интересы местной общины (при необходимости, даже входя в противоречие с органами государственной власти). Исходя из принципа местной автономии, суд аннулировал в 2005 году введённый ранее государством запрет на создание местных избирательных союзов.
Законодательство Эстонии устанавливает также и механизм защиты автономии местных самоуправлений — в случае, если, по мнению муниципалитета, какой-либо закон или постановление министра или правительства нарушают конституционные гарантии местного самоуправления, то данный муниципалитет имеет право обратиться напрямую в Государственный суд с ходатайством о признании такого акта неконституционным. Также конституция запрещает изменять границы муниципалитетов, не заслушав предварительно мнения соответствующего муниципалитета.

## Список муниципалитетов
После административно-территориальной реформы 2017 года в Эстонии действует 79 самоуправлений, из них 15 городских и 64 – сельских. Список муниципалитетов по уездам приведён ниже:

### Валгамаа

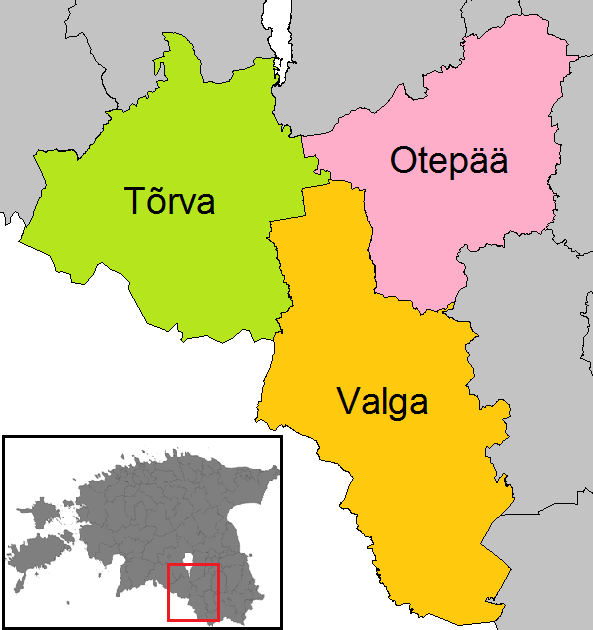
Муниципалитеты уезда Валгамаа

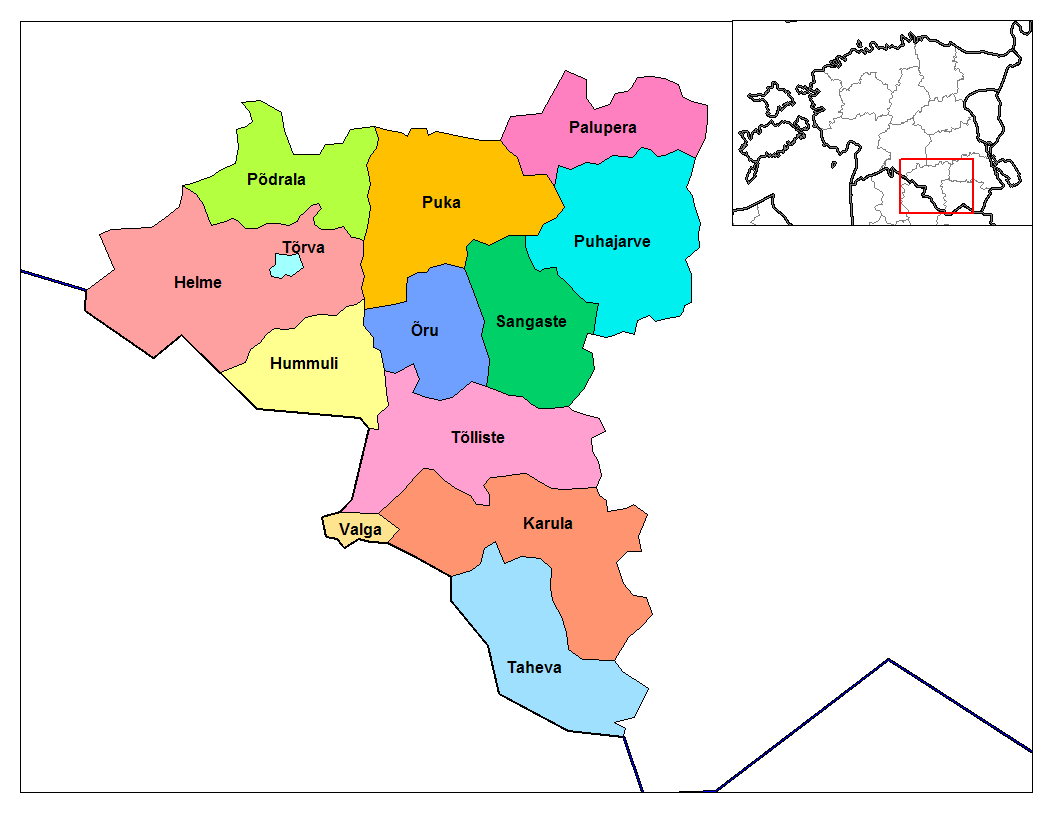
Муниципалитеты уезда Валгамаа

Волости:
 Валга (эст. Valga vald); включая город  Валга (эст. Valga)
 Отепя (эст. Otepää vald); включая город Отепя (эст. Otepää)
 Тырва (эст. Tõrva vald); включая город Тырва (эст. Tõrva)

### Вильяндимаа
Город:
 Вильянди (эст. Viljandi)
Волости:
 Вильянди (эст. Viljandi vald)

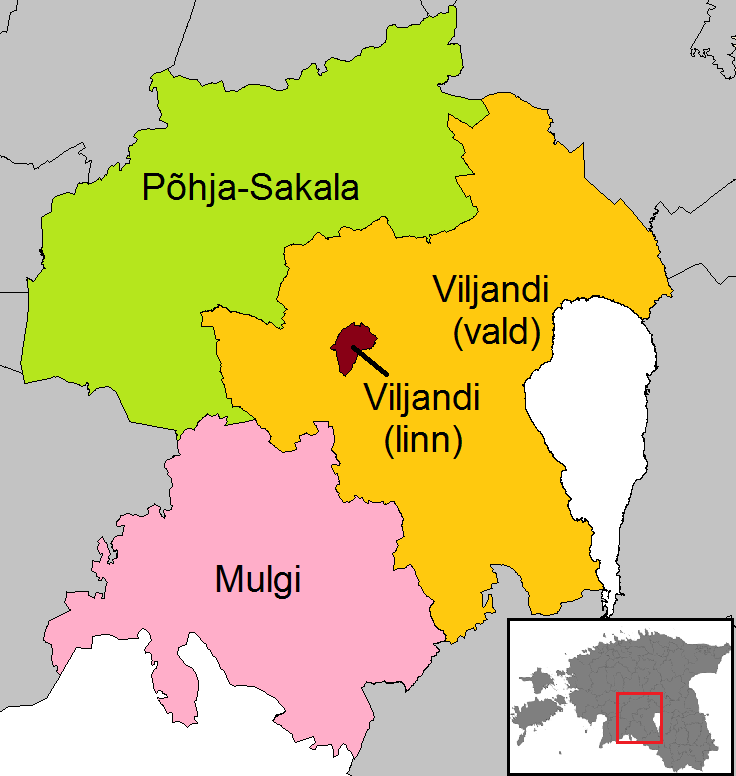
Муниципалитеты уезда Вильяндимаа

 Мулги (эст. Mulgi vald); включая города Каркси-Нуйа (эст. Karksi-Nuia) и  Мыйзакюла (эст. Mõisaküla)
 Пыхья-Сакала (эст. Põhja-Sakala vald); включая города  Выхма (эст. Võhma) и Сууре-Яани (эст. Suure-Jaani)

### Вырумаа
Город:
 Выру (эст. Võru)
Волости:

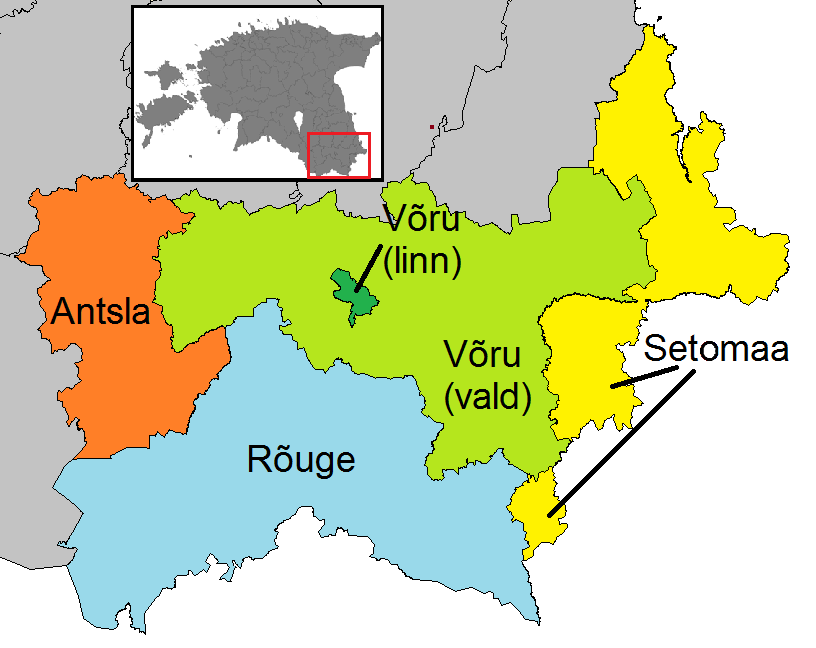
Муниципалитеты уезда Вырумаа

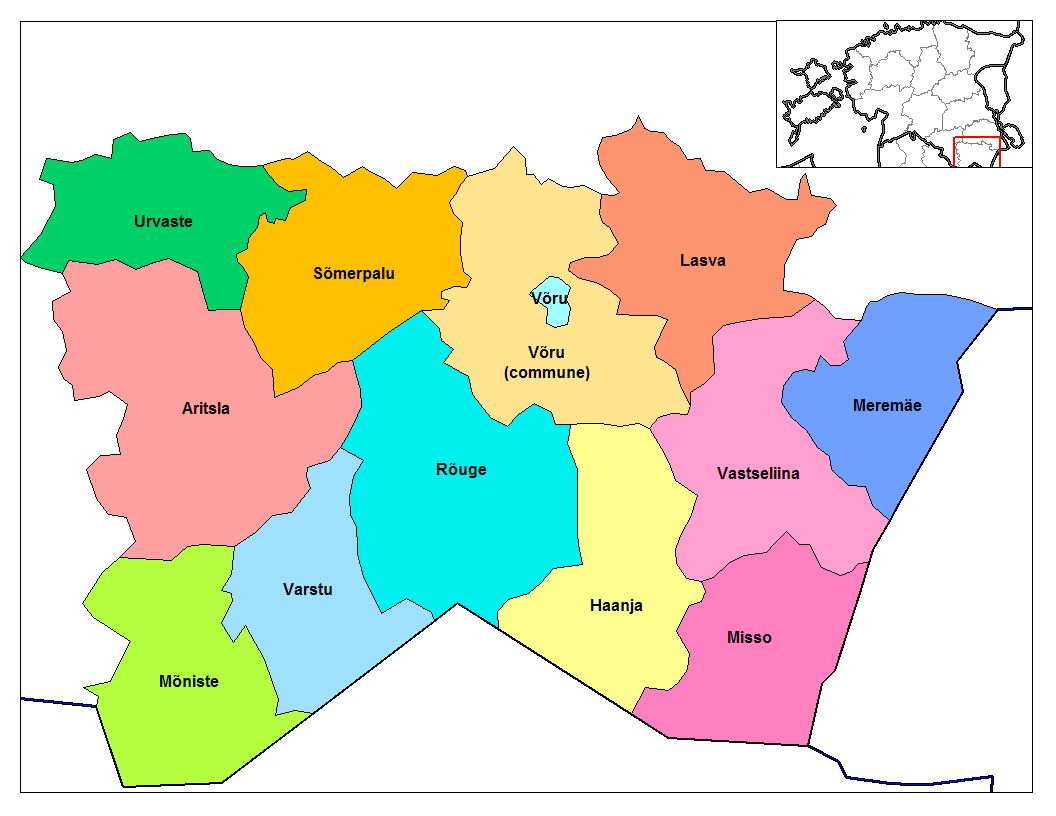
Муниципалитеты уезда Вырумаа

 Антсла (эст. Antsla vald); включая город Антсла (эст. Antsla)
 Выру (эст. Võru vald)
 Рыуге (эст. Rõuge vald)
 Сетомаа (эст. Setomaa vald)

### Ида-Вирумаа

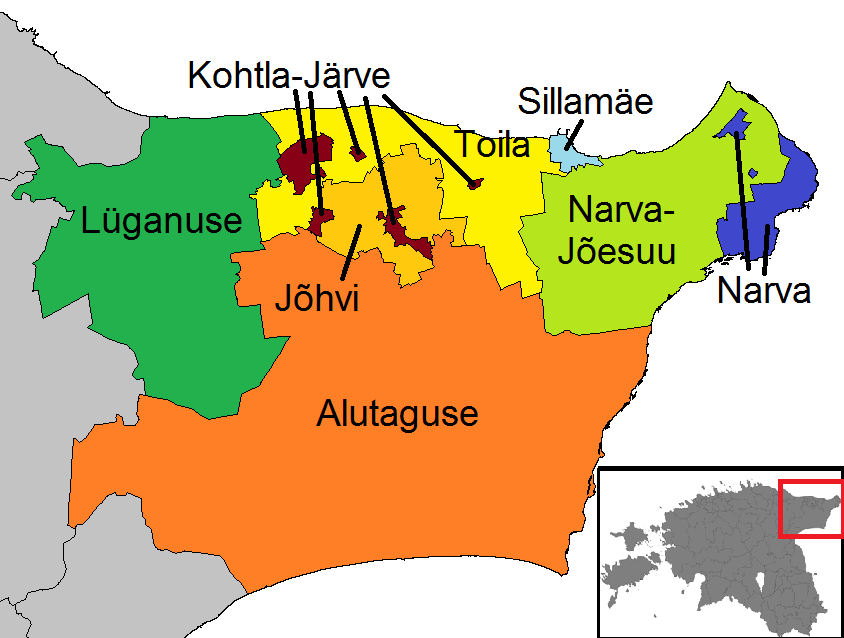
Муниципалитеты уезда Ида-Вирумаа

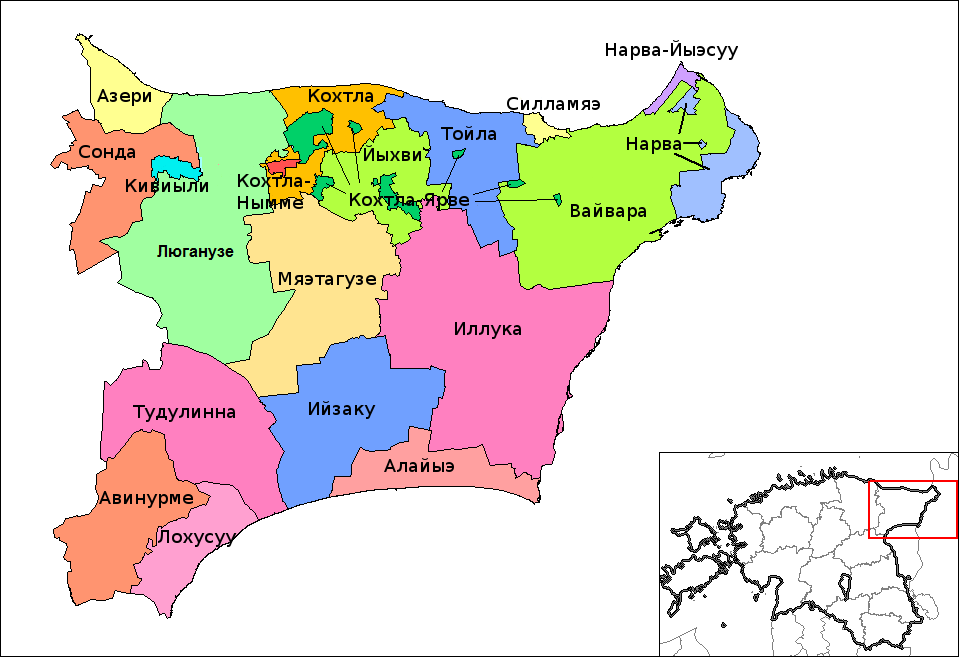
Муниципалитеты уезда Ида-Вирумаа

Города:
 Кохтла-Ярве (эст. Kohtla-Järve)
 Нарва (эст. Narva)
 Нарва-Йыэсуу (эст. Narva-Jõesuu)
 Силламяэ (эст. Sillamäe)
Волости:
 Алутагузе (эст. Alutaguse vald)
 Йыхви (эст. Jõhvi vald); включая город Йыхви (эст. Jõhvi)
 Люганузе (эст. Lüganuse vald); включая города  Кивиыли (эст. Kiviõli) и  Пюсси (эст. Püssi)
 Тойла (эст. Toila vald)

### Йыгевамаа

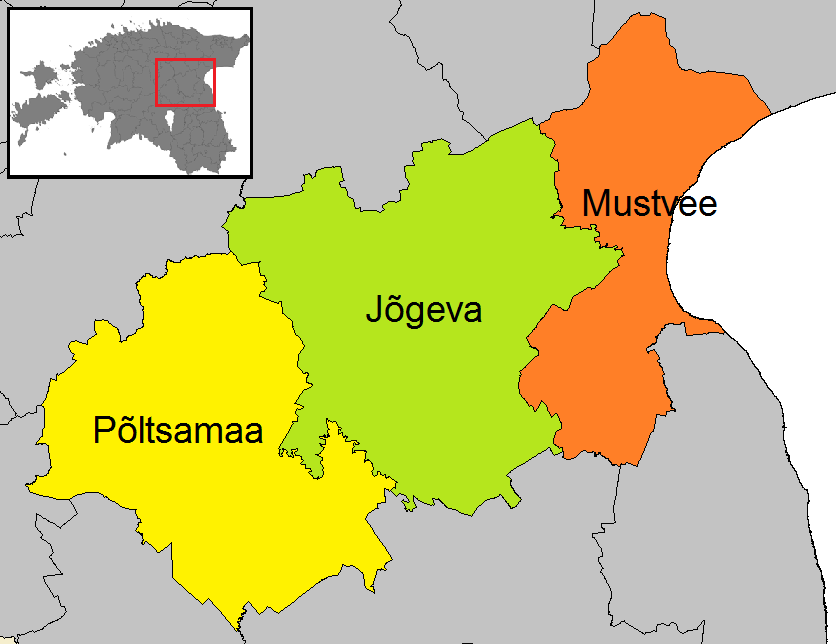
Муниципалитеты уезда Йыгевамаа

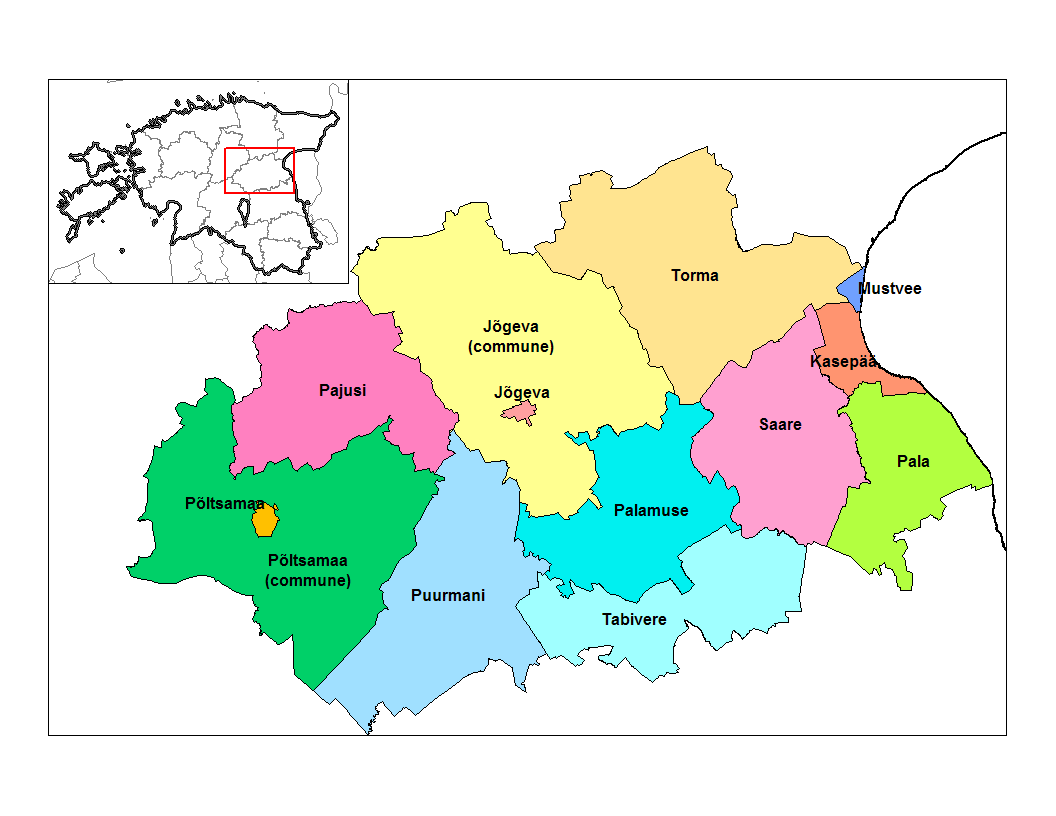
Муниципалитеты уезда Йыгевамаа

Волости:
 Йыгева (эст. Jõgeva vald); включая город  Йыгева (эст. Jõgeva)
 Муствеэ (эст. Mustvee vald); включая город  Муствеэ (эст. Mustvee)
 Пылтсамаа (эст. Põltsamaa vald); включая город  Пылтсамаа (эст. Põltsamaa)

### Ляэне-Вирумаа

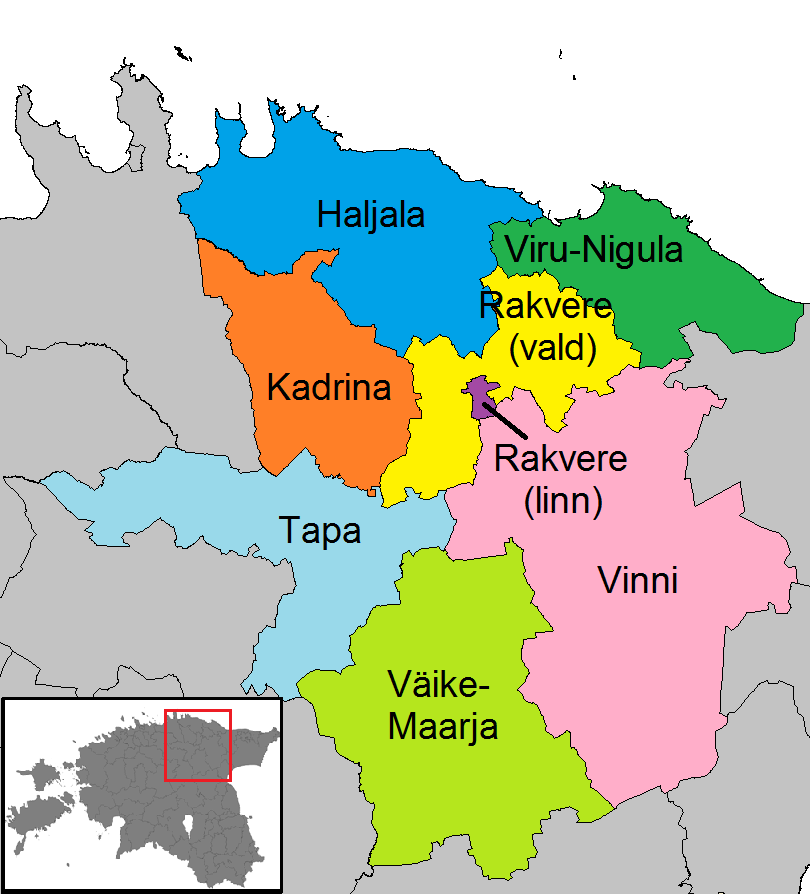
Муниципалитеты уезда Ляэне-Вирумаа

Город:
 Раквере (эст. Rakvere)
Волости:
 Винни (эст. Vinni vald)
 Виру-Нигула (эст. Viru-Nigula vald); включая город  Кунда (эст. Kunda)
 Вяйке-Маарья (эст. Väike-Maarja vald)
 Кадрина (эст. Kadrina vald)
 Раквере (эст. Rakvere vald)
 Тапа (эст. Tapa vald); включая города Тамсалу (эст. Tamsalu) и  Тапа (эст. Tapa)
 Хальяла (эст. Haljala vald)

### Ляэнемаа

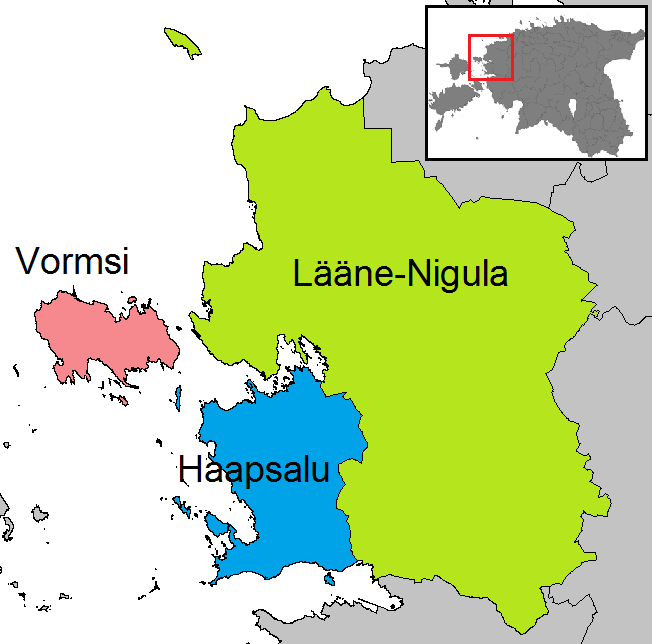
Муниципалитеты уезда Ляэнемаа

Город:
 Хаапсалу (эст. Haapsalu)
Волости:
 Вормси (эст. Vormsi vald)
 Ляэне-Нигула (эст. Lääne-Nigula vald)

### Пылвамаа

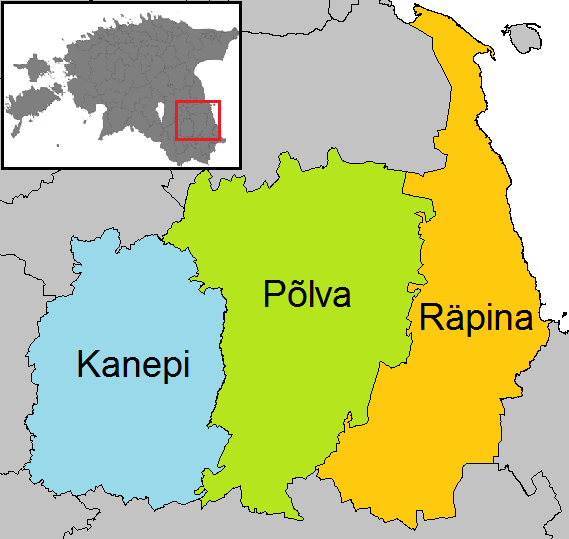
Муниципалитеты уезда Пылвамаа

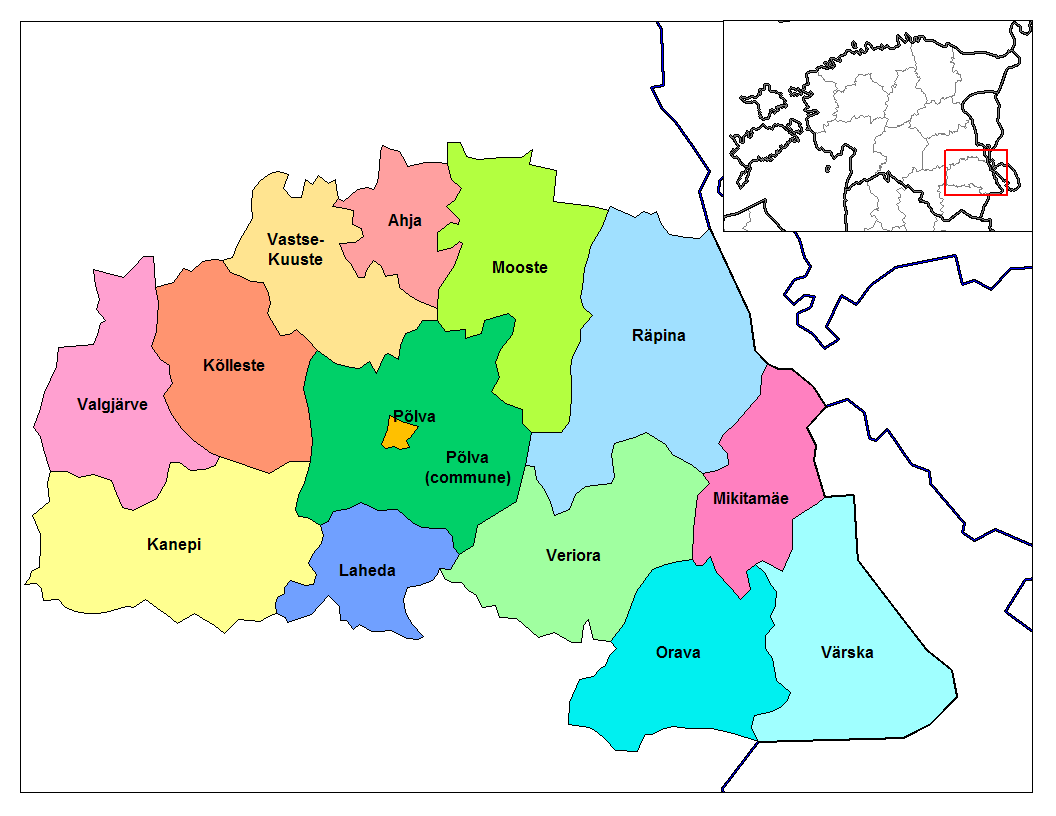
Муниципалитеты уезда Пылвамаа

Волости:
 Канепи (эст. Kanepi vald)
 Пылва (эст. Põlva vald); включая город  Пылва (эст. Põlva)
 Ряпина (эст. Räpina vald); включая город Ряпина (эст. Räpina)

### Пярнумаа

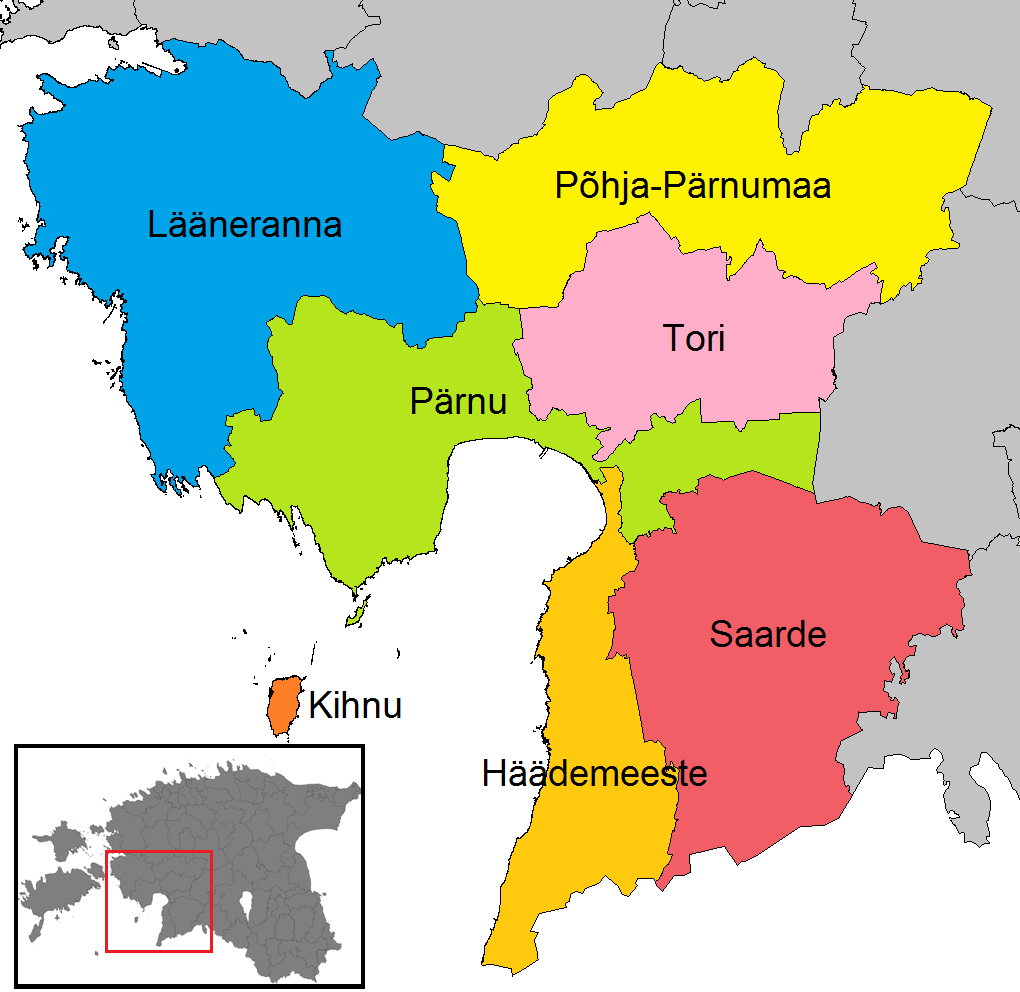
Муниципалитеты уезда Пярнумаа

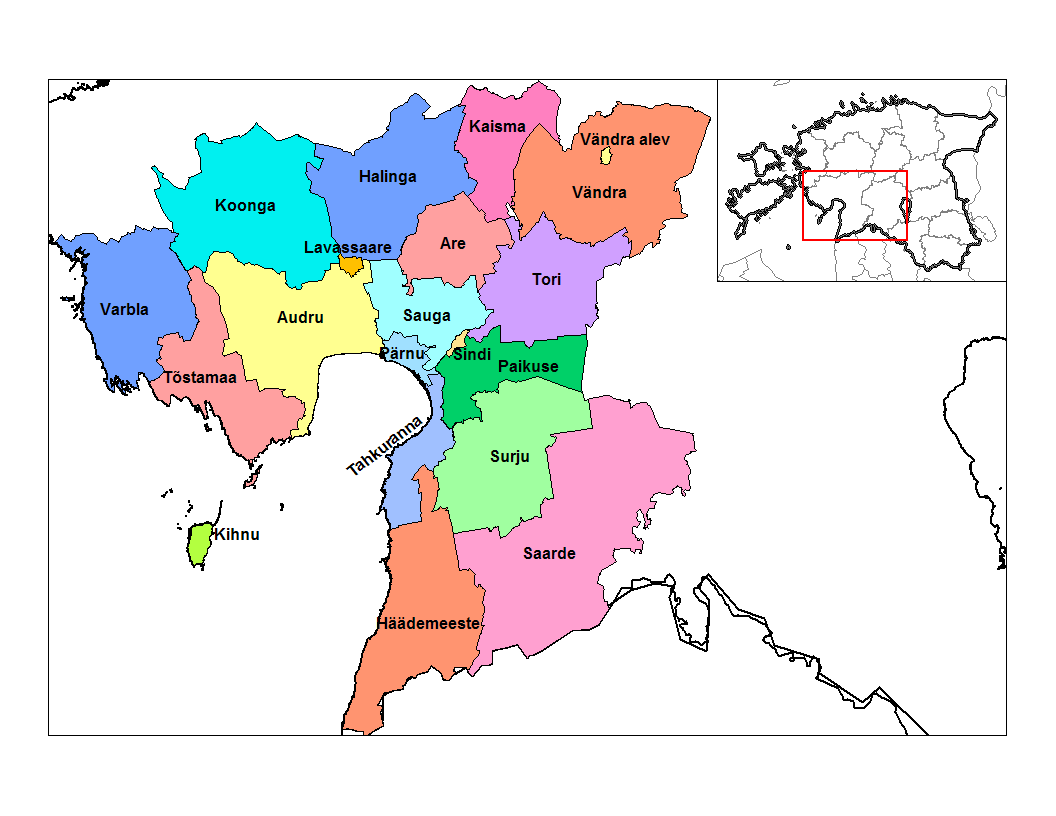
Муниципалитеты уезда Пярнумаа

Город:
 Пярну (эст. Pärnu)
Волости:
 Кихну (эст. Kihnu vald)
 Ляэнеранна (эст. Lääneranna vald)
 Пыхья-Пярнумаа (эст. Põhja-Pärnumaa vald)
 Саарде (эст. Saarde vald); включая город  Килинги-Нымме (эст. Kilingi-Nõmme)
 Тори (эст. Tori vald); включая город  Синди (эст. Sindi)
 Хяэдемеэсте (эст. Häädemeeste vald)

### Рапламаа

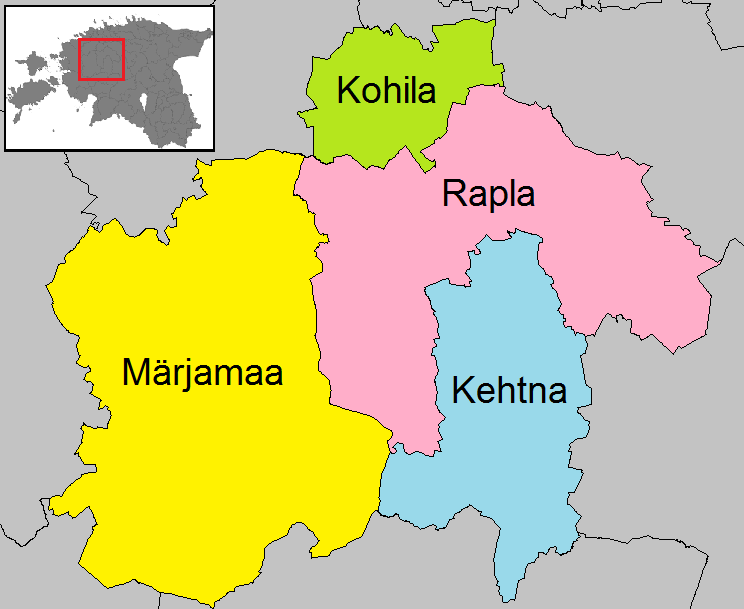
Муниципалитеты уезда Рапламаа

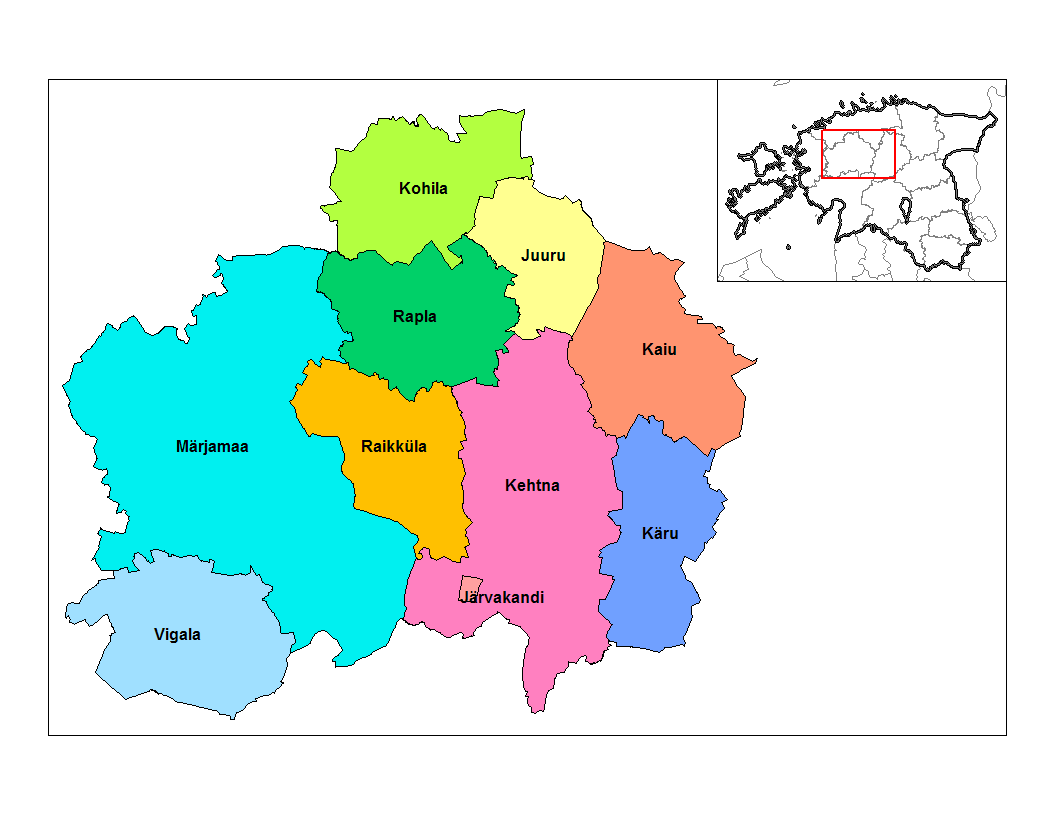
Муниципалитеты уезда Рапламаа

Волости:
 Кехтна (эст. Kehtna vald)
 Кохила (эст. Kohila vald)
 Мярьямаа (эст. Märjamaa vald)
 Рапла (эст. Rapla vald); включая город Рапла (эст. Rapla)

### Сааремаа

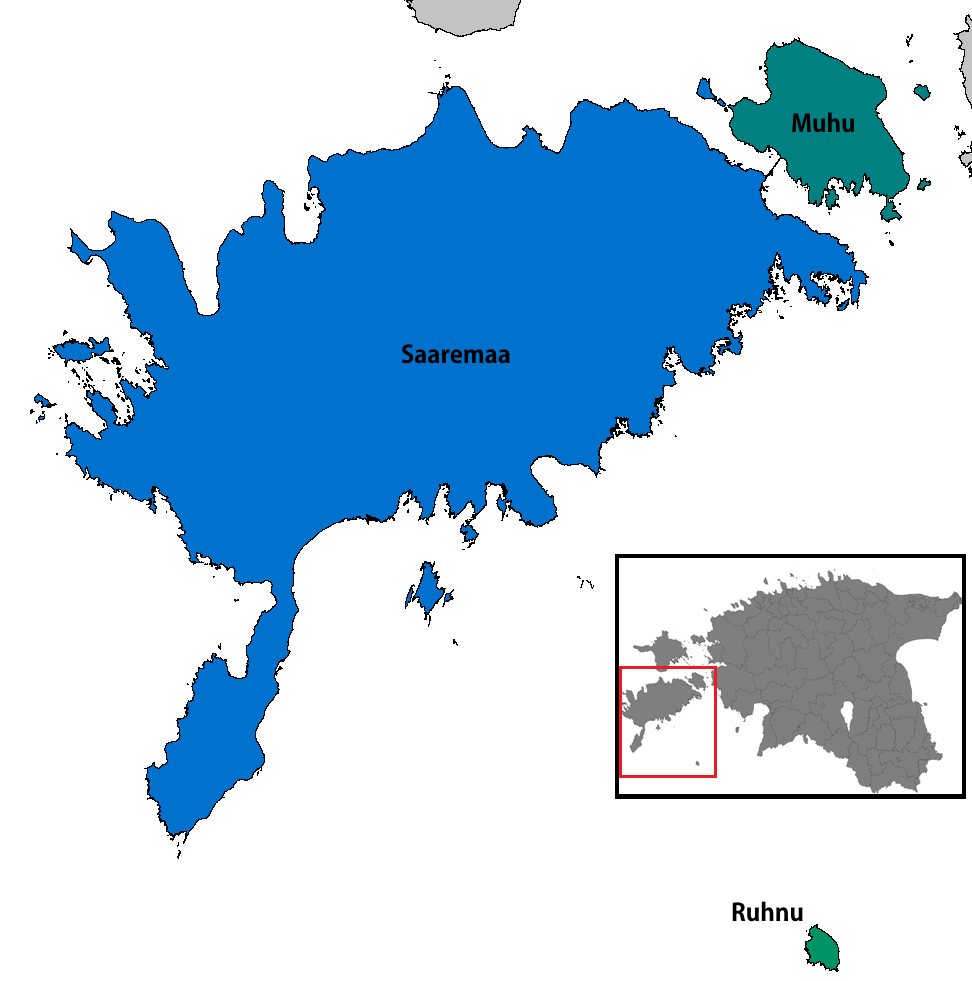
Муниципалитеты уезда Сааремаа

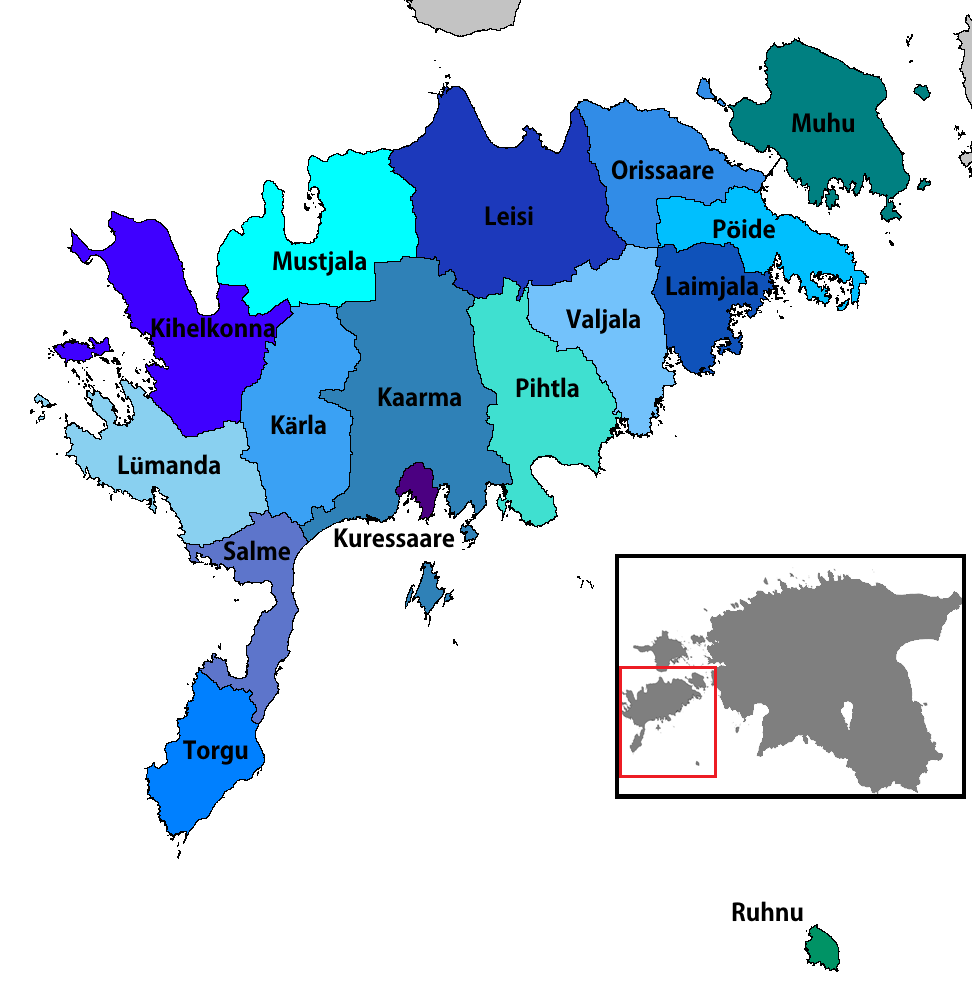
Муниципалитеты уезда Сааремаа

Волости:
 Муху (эст. Muhu vald)
 Рухну (эст. Ruhnu)
 Сааремаа (эст. Saaremaa vald); включая город  Курессааре (эст. Kuressaare)

### Тартумаа

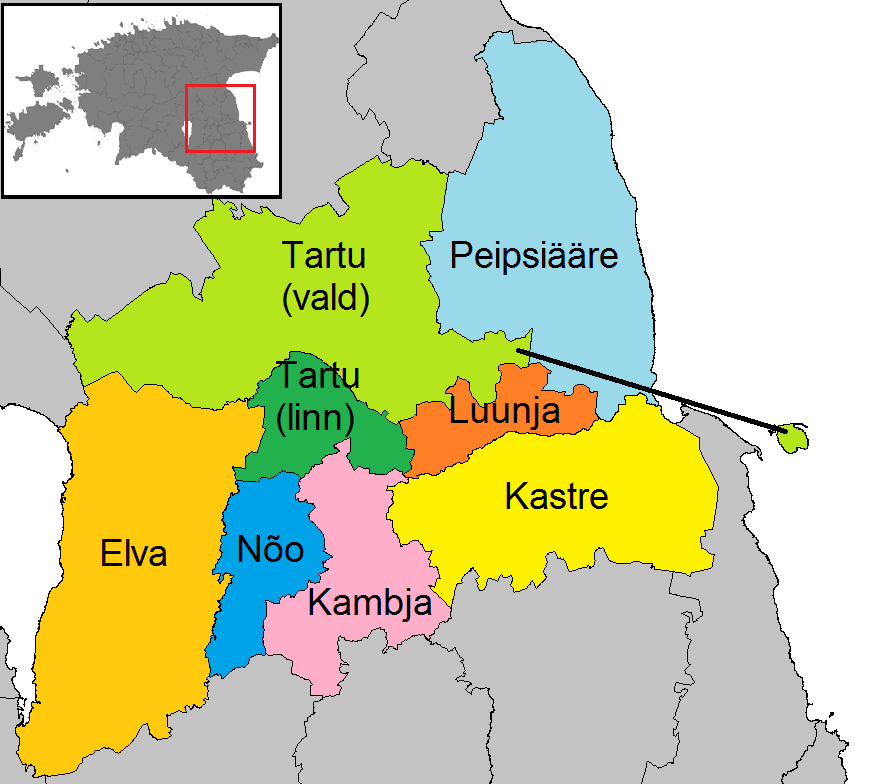
Муниципалитеты уезда Тартумаа

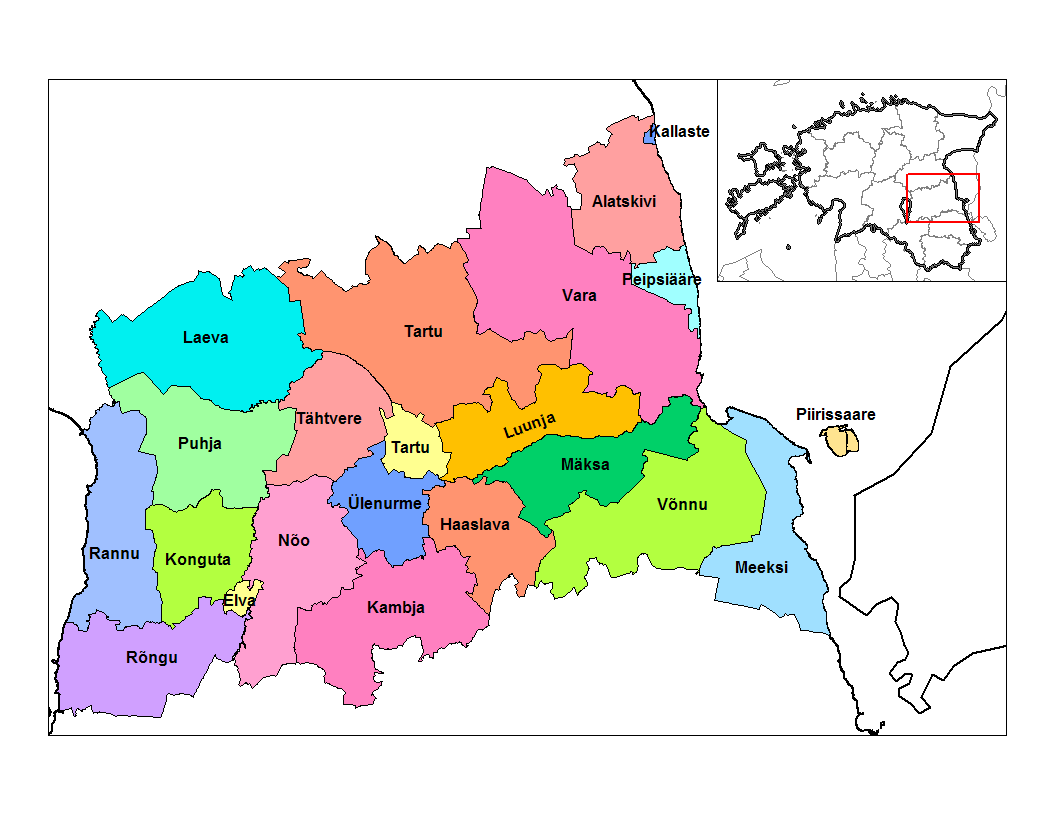
Муниципалитеты уезда Тартумаа

Город:
 Тарту (эст. Tartu)
Волости:
 Камбья (эст. Kambja vald)
 Кастре (эст. Kastre vald)
 Луунья (эст. Luunja vald)
 Ныо (эст. Nõo vald)
 Пейпсиээре (эст. Peipsiääre vald); включая город  Калласте (эст. Kallaste)
 Тарту (эст. Tartu vald)
 Элва эст. Elva vald; включая город  Элва (эст. Elva)

### Харьюмаа

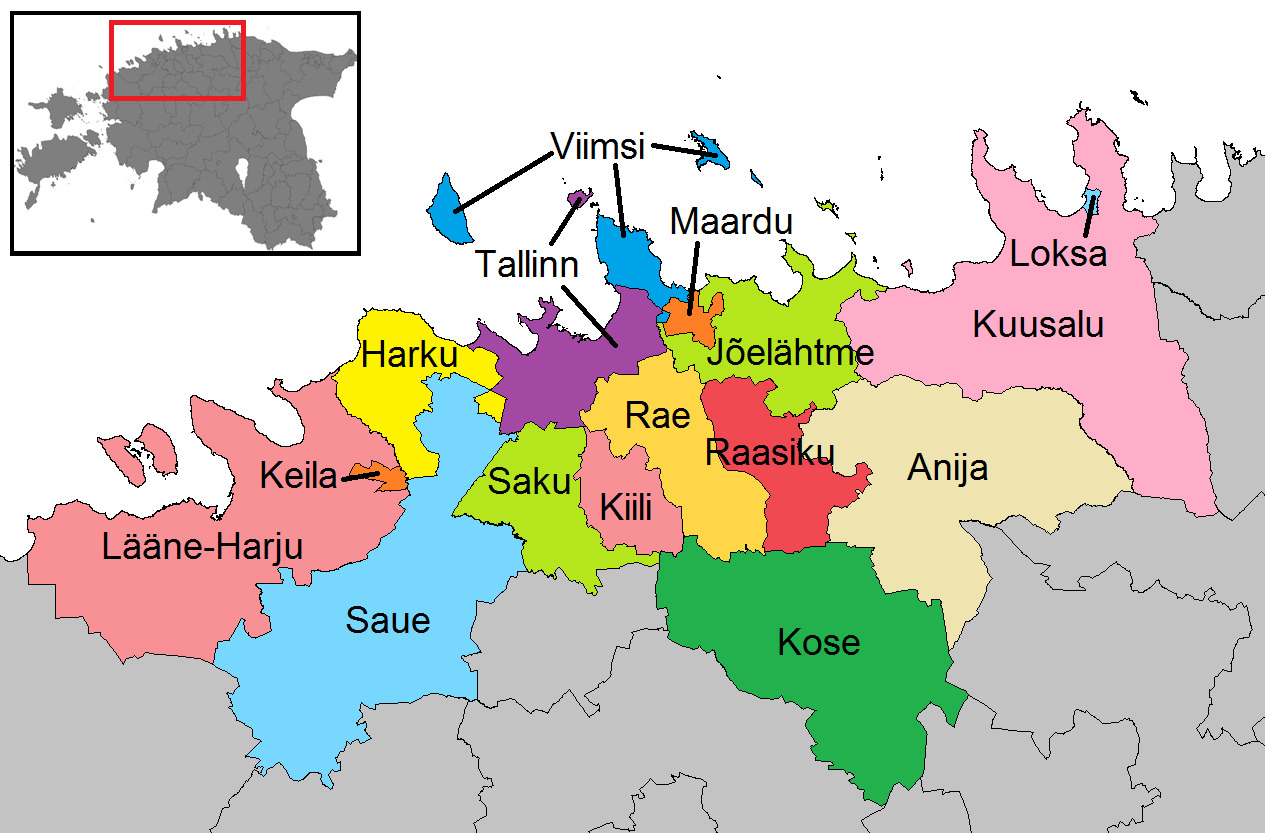
Муниципалитеты уезда Харьюмаа

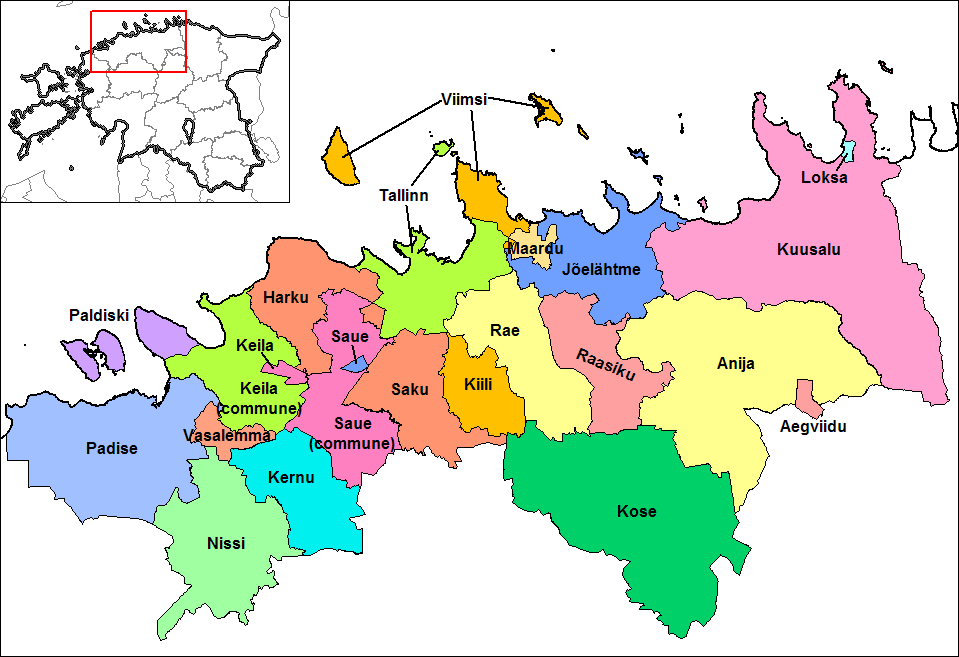
Муниципалитеты уезда Харьюмаа

Города:
 Кейла (эст. Keila)
 Локса (эст. Loksa)
 Маарду (эст. Maardu)
 Таллин (эст. Tallinn)
Волости:
 Ания (эст. Anija vald); включая город  Кехра (эст. Kehra)
 Виймси (эст. Viimsi vald)
 Йыэляхтме (эст. Jõelähtme vald)
 Кийли (эст. Kiili vald)
 Козе (эст. Kose vald)
 Куусалу (эст. Kuusalu vald)
 Ляэне-Харью (эст. Lääne-Harju vald); включая город  Палдиски (эст. Paldiski)
 Раазику (эст. Raasiku vald)
 Раэ (эст. Rae vald)
 Саку (эст. Saku vald)
 Сауэ (эст. Saue vald); включая город  Сауэ (эст. Saue)
 Харку (эст. Harku vald)

### Хийумаа

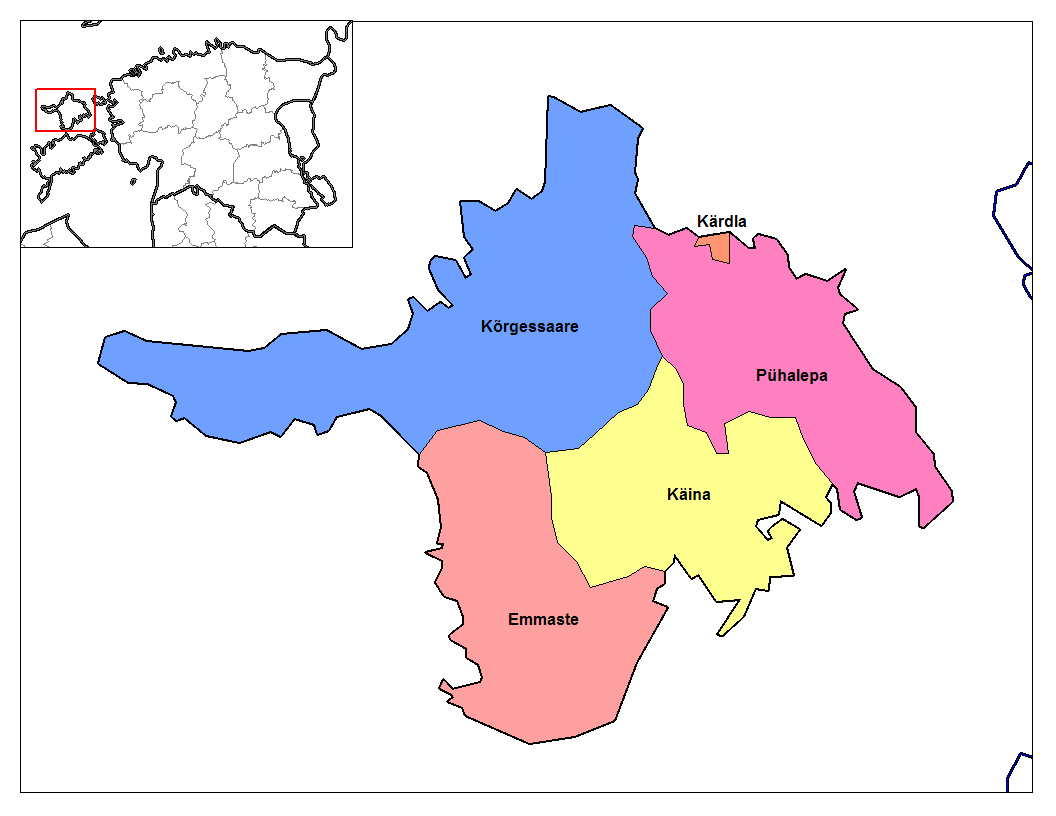
Муниципалитеты уезда Хийумаа

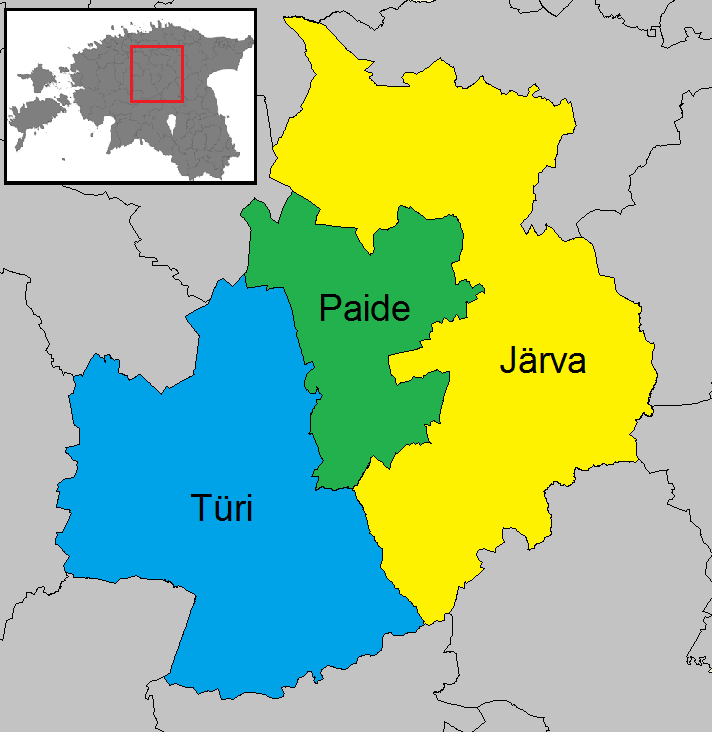
Муниципалитеты уезда Ярвамаа

Волости:
 Хийумаа (эст. Hiiumaa vald); включая город  Кярдла (эст. Kärdla)

### Ярвамаа

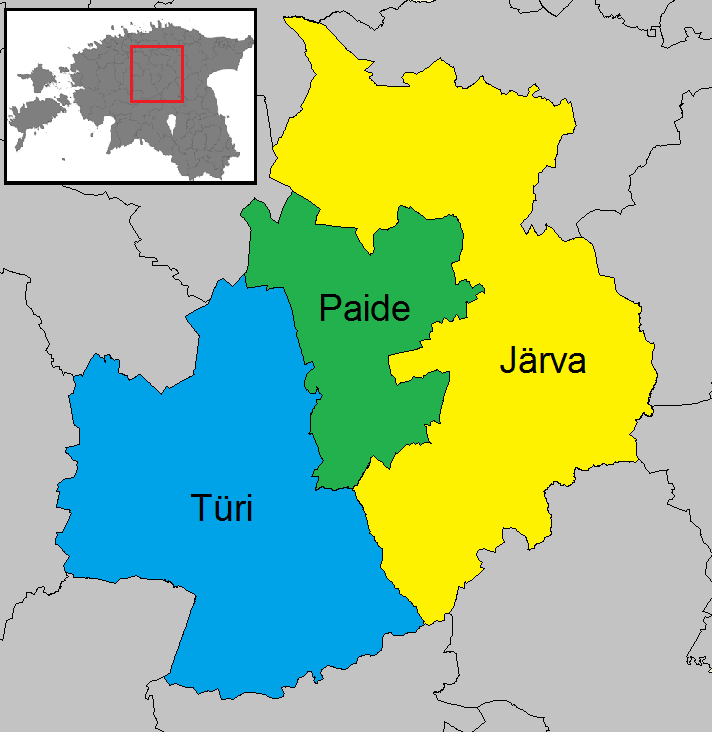
Муниципалитеты уезда Ярвамаа

Города:
 Пайде (эст. Paide)
Волости:
 Ярва (эст. Järva vald)
 Тюри (эст. Türi vald); включая город  Тюри (эст. Türi)

## Список муниципалитетов до реформы 2017 года
С октября 2013 года до реформы 2017 года в Эстонии действовало 215 самоуправлений, из них 30 городских и 185 — сельских. Список муниципалитетов по уездам приведён ниже:

### Валгамаа
Города:
 Валга (эст. Valga)
 Тырва (эст. Tõrva)
Волости:
 Карула (эст. Karula vald)
 Отепя (эст. Otepää vald); включая город Отепя (эст. Otepää)
 Палупера (эст. Palupera vald)
 Пука (эст. Puka vald)
 Пыдрала (эст. Põdrala vald)
 Сангасте (эст. Sangaste vald)
 Тахева (эст. Taheva vald)
 Тыллисте (эст. Tõlliste vald)
 Хельме (эст. Helme vald)
 Хуммули (эст. Hummuli vald)
 Ыру (эст. Õru vald)

### Вильяндимаа
Города:
 Вильянди (эст. Viljandi)
 Выхма (эст. Võhma)
 Мыйзакюла (эст. Mõisaküla)
Волости:

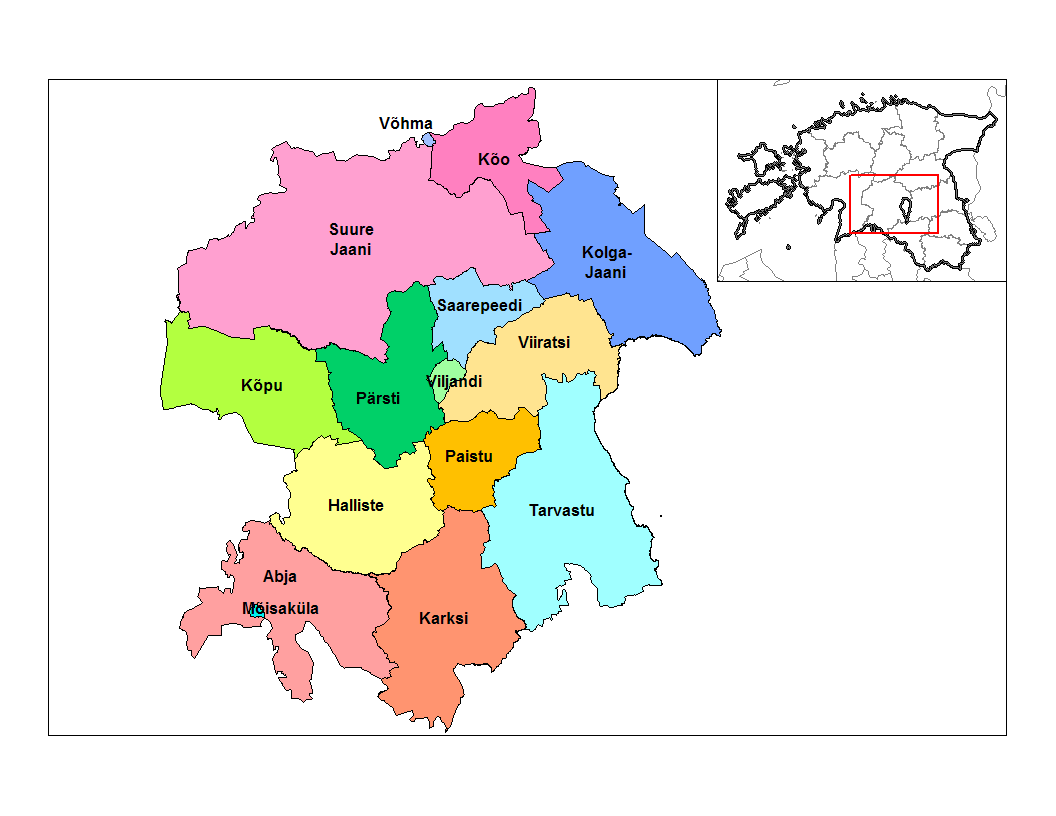
Муниципалитеты уезда Вильяндимаа

 Абья (эст. Abja vald); включая город Абья-Палуоя (эст. Abja-Paluoja)
 Вильянди (эст. Viljandi vald)
 Каркси (эст. Karksi vald); включая город Каркси-Нуйа (эст. Karksi-Nuia)
 Колга-Яани (эст. Kolga-Jaani vald)
 Кыо (эст. Kõo vald)
 Кыпу (эст. Kõpu vald)
 Сууре-Яани (эст. Suure-Jaani vald); включая город Сууре-Яани (эст. Suure-Jaani)
 Тарвасту (эст. Tarvastu vald)
 Халлисте (эст. Halliste vald)

### Вырумаа
Города:
 Выру (эст. Võru)
Волости:
 Антсла (эст. Antsla vald); включая город Антсла (эст. Antsla)
 Варсту (эст. Varstu vald)
 Вастселийна (эст. Vastseliina vald)
 Выру (эст. Võru vald)
 Ласва (эст. Lasva vald)
 Меремяэ (эст. Meremäe vald)
 Миссо (эст. Misso vald)
 Мынисте (эст. Mõniste vald)
 Рыуге (эст. Rõuge vald)
 Сымерпалу (эст. Sõmerpalu vald)
 Урвасте (эст. Urvaste vald)
 Хаанья (эст. Haanja vald)

### Ида-Вирумаа
Города:
 Кивиыли (эст. Kiviõli)
 Кохтла-Ярве (эст. Kohtla-Järve)
 Нарва (эст. Narva)
 Нарва-Йыэсуу (эст. Narva-Jõesuu)
 Силламяэ (эст. Sillamäe)
Волости:
 Авинурме (эст. Avinurme vald)
 Азери (эст. Aseri vald)
 Алайыэ (эст. Alajõe vald)
 Вайвара (эст. Vaivara vald)
 Ийзаку (эст. Iisaku vald)
 Иллука (эст. Illuka vald)
 Йыхви (эст. Jõhvi vald); включая город Йыхви (эст. Jõhvi)
 Кохтла (эст. Kohtla vald)
 Кохтла-Нымме (эст. Kohtla-Nõmme)
 Лохусуу (эст. Lohusuu vald)
 Люганузе (эст. Lüganuse vald); включая город  Пюсси (эст. Püssi)
 Мяэтагузе (эст. Mäetaguse vald)
 Сонда (эст. Sonda vald)
 Тойла (эст. Toila vald)
 Тудулинна (эст. Tudulinna vald)

### Йыгевамаа
Города:
 Йыгева (эст. Jõgeva)
 Муствеэ (эст. Mustvee)
 Пылтсамаа (эст. Põltsamaa)
Волости:
 Йыгева (эст. Jõgeva vald)
 Касепяя (эст. Kasepää vald)
 Пала (эст. Pala vald)
 Паламусе (эст. Palamuse vald)
 Паюси (эст. Pajusi vald)
 Пуурмани (эст. Puurmani vald)
 Пыльтсамаа (эст. Põltsamaa vald)
 Сааре (эст. Saare vald)
 Табивере (эст. Tabivere vald)
 Торма (эст. Torma vald)

### Ляэне-Вирумаа
Города:
 Кунда (эст. Kunda)
 Раквере (эст. Rakvere)
Волости:
 Винни (эст. Vinni vald)
 Виру-Нигула (эст. Viru-Nigula vald)
 Вихула (эст. Vihula vald)
 Вяйке-Маарья (эст. Väike-Maarja vald)
 Кадрина (эст. Kadrina vald)
 Лаэквере (эст. Laekvere vald)
 Раквере (эст. Rakvere vald)
 Ракке (эст. Rakke vald)
 Рягавере (эст. Rägavere vald)
 Сымеру (эст. Sõmeru vald)

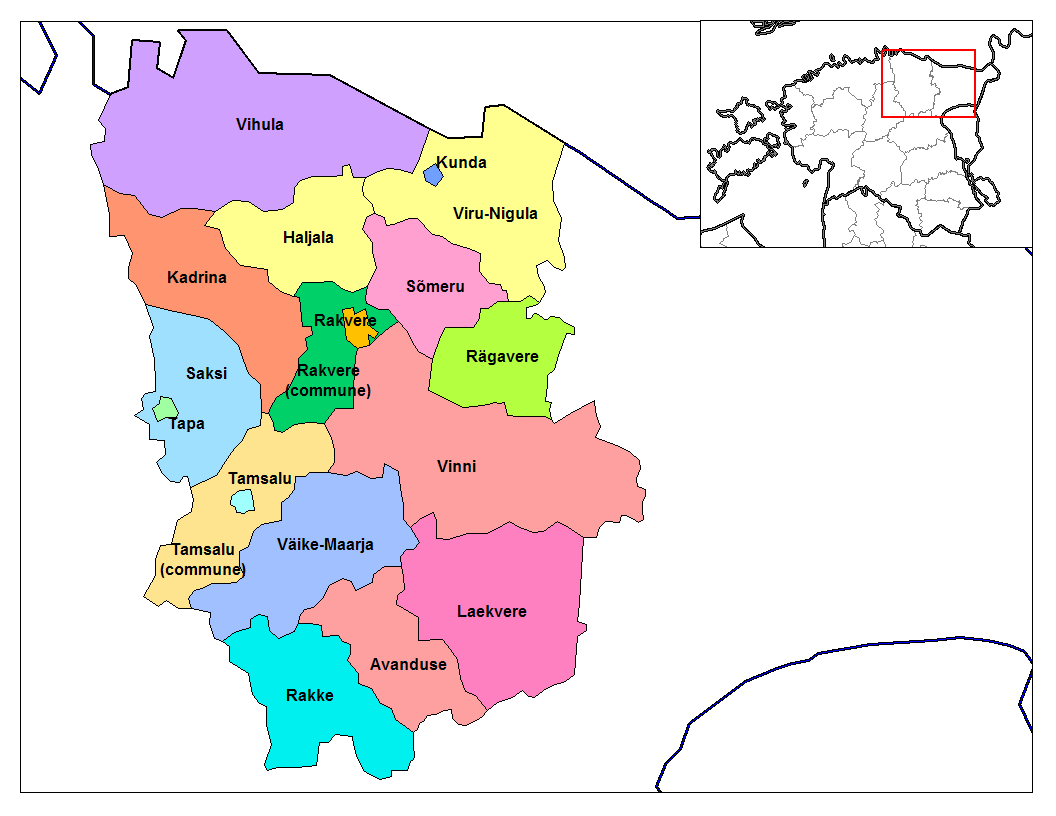
Муниципалитеты уезда Ляэне-Вирумаа

 Тамсалу (эст. Tamsalu vald); включая город Тамсалу (эст. Tamsalu)
 Тапа (эст. Tapa vald); включая город  Тапа (эст. Tapa)
 Хальяла (эст. Haljala vald)

### Ляэнемаа
Города:
 Хаапсалу (эст. Haapsalu)
Волости:
 Вормси (эст. Vormsi vald)
 Кулламаа (эст. Kullamaa vald)

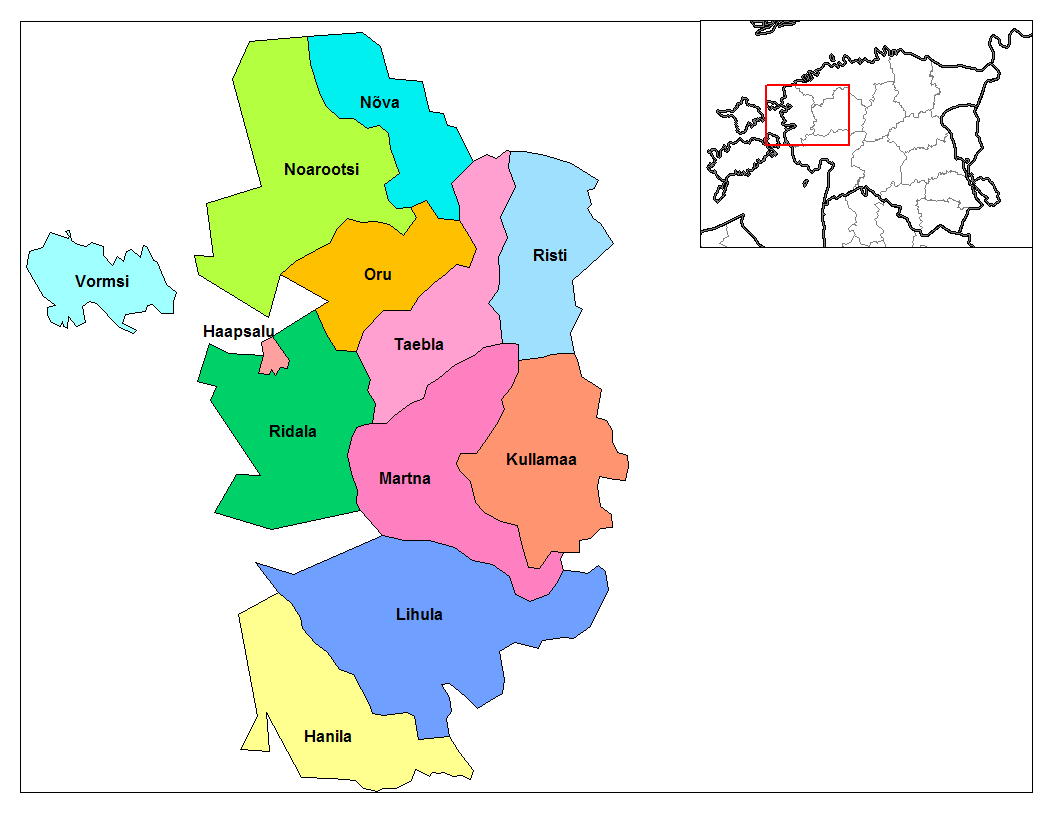
Муниципалитеты уезда Ляэнемаа

 Лихула (эст. Lihula vald); включая город Лихула (эст. Lihula)
 Ляэне-Нигула (эст. Lääne-Nigula vald)
 Мартна (эст. Martna vald)
 Ноароотси (эст. Noarootsi vald)
 Ныва (эст. Nõva vald)
 Ридала (эст. Ridala vald)
 Ханила (эст. Hanila vald)

### Пылвамаа
Волости:
 Ахья (эст. Ahja vald)
 Валгъярве (эст. Valgjärve vald)
 Вастсе-Куусте (эст. Vastse-Kuuste vald)
 Вериора (эст. Veriora vald)
 Вярска (эст. Värska vald)
 Канепи (эст. Kanepi vald)
 Кыллесте (эст. Kõlleste vald)
 Лахеда (эст. Laheda vald)
 Микитамяэ (эст. Mikitamäe vald)
 Моосте (эст. Mooste vald)
 Орава (эст. Orava vald)
 Пылва (эст. Põlva vald); включая город  Пылва (эст. Põlva)
 Ряпина (эст. Räpina vald); включая город Ряпина (эст. Räpina)

### Пярнумаа
Города:
 Пярну (эст. Pärnu)
 Синди (эст. Sindi)
Волости:
 Аре (эст. Are vald)
 Аудру (эст. Audru vald)
 Варбла (эст. Varbla vald)
 Вяндра (эст. Vändra alev)
 Вяндра (волость) (эст. Vändra vald)
 Кихну (эст. Kihnu vald)
 Коонга (эст. Koonga vald)
 Пайкузе (эст. Paikuse vald)
 Саарде (эст. Saarde vald); включая город  Килинги-Нымме (эст. Kilingi-Nõmme)
 Сауга (эст. Sauga vald)
 Сурью (эст. Surju vald)
 Тахкуранна (эст. Tahkuranna vald)
 Тоотси (эст. Tootsi)
 Тори (эст. Tori vald)
 Тыстамаа (эст. Tõstamaa vald)
 Халинга (эст. Halinga vald)
 Хяэдемеэсте (эст. Häädemeeste vald)

### Рапламаа
Волости:
 Вигала (эст. Vigala vald)
 Кайу (эст. Kaiu vald)
 Кехтна (эст. Kehtna vald)
 Кохила (эст. Kohila vald)
 Кяру (эст. Käru vald)
 Мярьямаа (эст. Märjamaa vald)
 Райккюла (эст. Raikküla vald)
 Рапла (эст. Rapla vald); включая город Рапла (эст. Rapla)
 Юуру (эст. Juuru vald)
 Ярваканди (эст. Järvakandi)

### Сааремаа
Города:
 Курессааре (эст. Kuressaare)
Волости:
 Вальяла (эст. Valjala vald)
 Каарма (эст. Kaarma vald)
 Кихельконна (эст. Kihelkonna vald)
 Кярла (эст. Kärla vald)
 Лаймяла (эст. Laimjala vald)
 Лейзи (эст. Leisi vald)
 Люманда (эст. Lümanda vald)
 Мустьяла (эст. Mustjala vald)
 Муху (эст. Muhu vald)
 Ориссааре (эст. Orissaare vald)
 Пёйде (эст. Pöide vald)
 Пихтла (эст. Pihtla vald)
 Рухну (эст. Ruhnu vald)
 Сальме (эст. Salme vald)
 Торгу (эст. Torgu vald)

### Тартумаа
Города:
 Калласте (эст. Kallaste)
 Тарту (эст. Tartu)
 Элва (эст. Elva)
Волости:
 Алатскиви (эст. Alatskivi vald)
 Вара (эст. Vara vald)
 Вынну (эст. Võnnu vald)
 Камбья (эст. Kambja vald)
 Конгута (эст. Konguta vald)
 Лаева (эст. Laeva vald)
 Луунья (эст. Luunja vald)
 Меекси (эст. Meeksi vald)
 Мякса (эст. Mäksa vald)
 Ныо (эст. Nõo vald)
 Пейпсиээре (эст. Peipsiääre vald)
 Пийриссааре (эст. Piirissaare vald)
 Пухья (эст. Puhja vald)
 Ранну (эст. Rannu vald)
 Рынгу (эст. Rõngu vald)
 Тарту (эст. Tartu vald)
 Тяхтвере (эст. Tähtvere vald)
 Хааслава (эст. Haaslava vald)
 Юленурме (эст. Ülenurme vald)

### Харьюмаа
Города:
 Кейла (эст. Keila)
 Локса (эст. Loksa)
 Маарду (эст. Maardu)
 Палдиски (эст. Paldiski)
 Сауэ (эст. Saue)
 Таллин (эст. Tallinn)
Волости:
 Аэгвийду (эст. Aegviidu)
 Ания (эст. Anija vald); включая город  Кехра (эст. Kehra)
 Вазалемма (эст. Vasalemma vald)
 Виймси (эст. Viimsi vald)
 Йыэляхтме (эст. Jõelähtme vald)
 Кейла (эст. Keila vald)
 Керну (эст. Kernu vald)
 Кийли (эст. Kiili vald)
 Козе (эст. Kose vald)
 Куусалу (эст. Kuusalu vald)
 Нисси (эст. Nissi vald)
 Падизе (эст. Padise vald)
 Раазику (эст. Raasiku vald)
 Раэ (эст. Rae vald)
 Саку (эст. Saku vald)
 Сауэ (эст. Saue vald)
 Харку (эст. Harku vald)

### Хийумаа
Волости:
 Кяйна (эст. Käina vald)
 Пюхалепа (эст. Pühalepa vald)
 Эммасте (эст. Emmaste vald)
 Хийу (эст. Hiiu vald); включая город  Кярдла (эст. Kärdla)

### Ярвамаа
Города:
 Пайде (эст. Paide)
Волости:
 Ярва (эст. Järva vald)
 Тюри (эст. Türi vald); включая город  Тюри (эст. Türi)